# Celada de Roblecedo

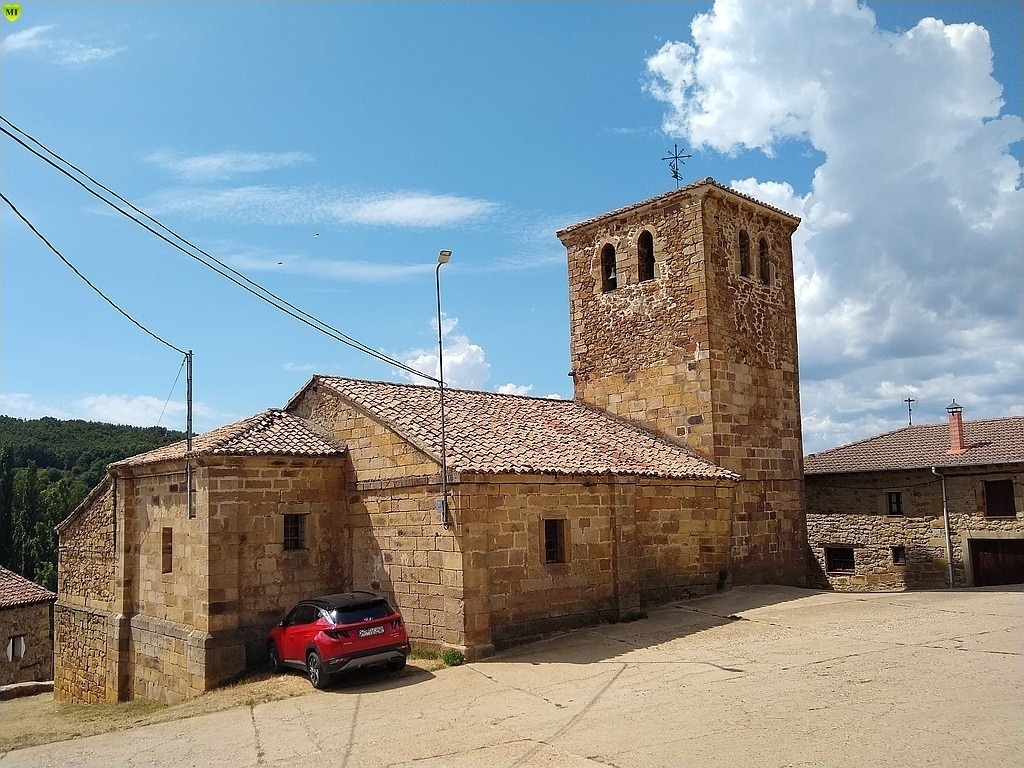
Vista general de la iglesia

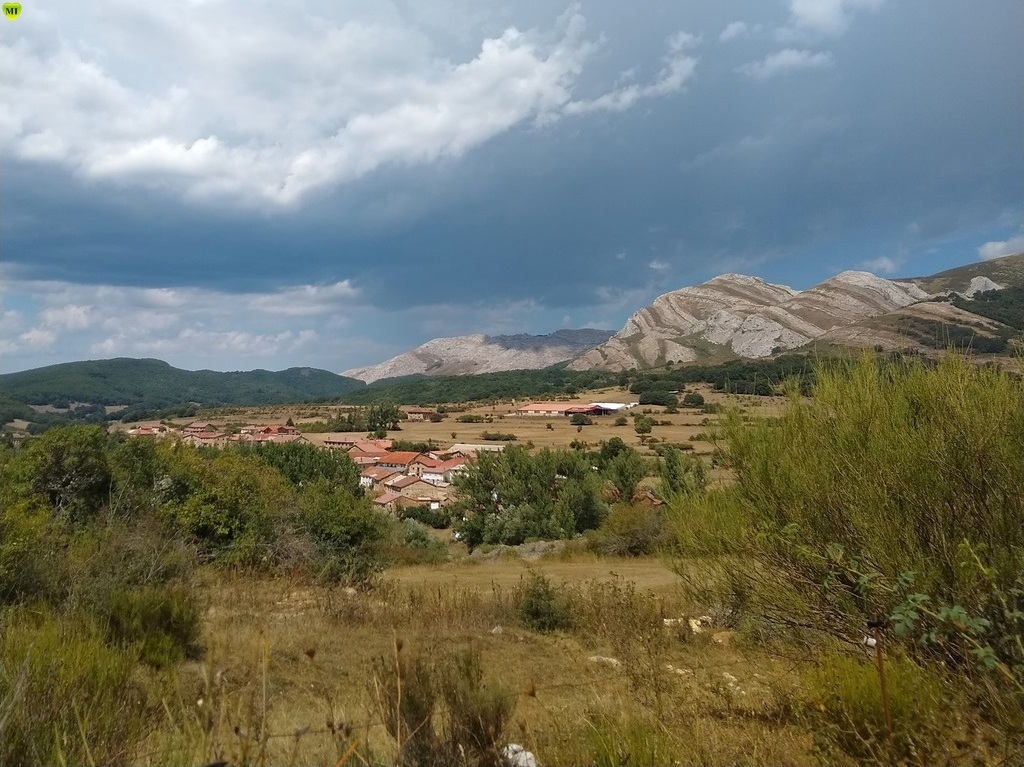
Vista general del pueblo

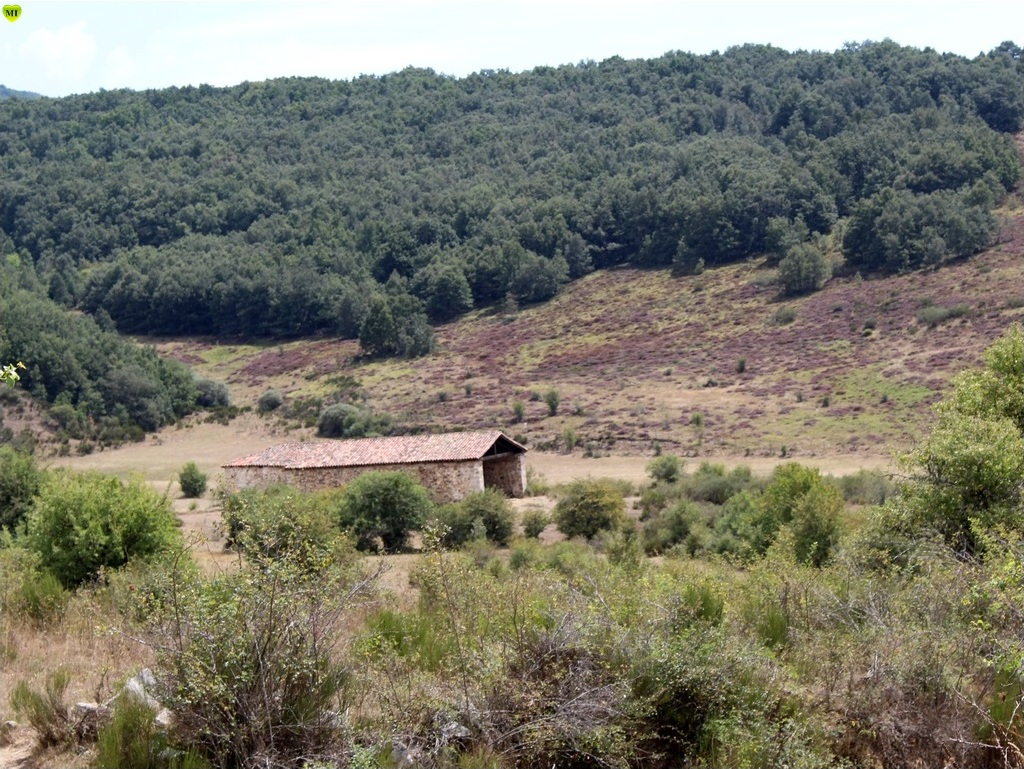
Ermita de San Roque

Celada de Roblecedo es una localidad y también una pedanía de la provincia de Palencia (Castilla y León, España) que pertenece al municipio de Cervera de Pisuerga.
Está en la vertiente sur de la sierra de Híjar y a una distancia de 15 km de Cervera de Pisuerga, la capital municipal, en la comarca de Montaña Palentina.

## Historia
A la caída del Antiguo Régimen la localidad se constituye en municipio constitucional en el Partido de Cervera de Río Pisuerga, contando en el censo de 1842 con 38 hogares y 198 vecinos
Según el Diccionario Madoz de 1847 el lugar posee ayuntamiento y es diócesis de Palencia (18 leguas), partido judicial de Cervera del Río Pisuerga, audiencia territorial y capitanía general de Valladolid; situada en terreno elevado, expuesto a los vientos de N. y E.; el clima es frío y las enfermedades más comunes pulmonías y dolores de costado. Tiene 74 casas, la consistorial; una escuela de primeras letras a la que asisten 40 niños, cuyo maestro está dotado con 220 reales; una fuente de buenas aguas para el consumo del vecindario, y una iglesia parroquial bajo la advocación de Santa Eulalia de Mérida, servida por un cura párroco: también hay dos ermitas dedicadas a San Roque y la Asunción; ésta se halla en el pueblo y aquella en el término, si bien pertenece en propiedad a San Felices y Herreruela. Confina al norte con Redondo; al este con Herreruela; al sur con San Felices, y al oeste con Verdeña. El terreno es de mediana calidad y comprende tres montes regularmente poblados, a los que llaman Matacorba, Avellanas y Dehesa; corre por la jurisdicción un arroyo que nace en la sierra denominadas Traviesas, el cual se incorpora al Pisuerga. Los caminos son de pueblo a pueblo en mal estado, y la correspondencia la reciben en Cervera los mismos interesados. Producción: centeno, poco trigo y algunas arbejas y patatas; ganado vacuno, lanar y cabrio; y caza de muchas liebres y alguna que otra corza. Industria: la agrícola, algunos telares de lienzos del país y fabricación de piedras de molino. Población: 38 vecinos, 198 almas. Capacidad de producción: 59 780 reales. Impuestos: 2752 reales.
Entre el censo de 1857 y el anterior, crece el término municipal al incorporar otros tres antiguos municipios:
- Estalaya.[2]
- San Felices de Castillería.[3]
- Verdeña.[4]

Celada de Roblecedo fue municipio independiente hasta 1976. Ese año se decretó, junto con Santibáñez de Resoba, su anexión al municipio de Cervera de Pisuerga. Actualmente, la población es una pedanía del Ayuntamiento de Cervera de Pisuerga.

## Geografía humana

### Demografía
| Gráfica de evolución demográfica de Celada de Roblecedo entre 1842 y 1970 |
| |
| Población de derecho según los censos de población del INE Población de hecho según los censos de población del INEEntre el censo de 1857 y el anterior, crece el término del municipio porque incorpora a 345038 (Estalaya), 345105 (San Felices de Castillería) y 345137 (Verdeña) Entre el censo de 1981 y el anterior, este municipio desaparece porque se integra en el municipio 34056 (Cervera de Pisuerga) |

Evolución de la población en el siglo XXI
| Gráfica de evolución demográfica de Celada_de_Roblecedo entre 2000 y 2020 |
|                                                                           |
| Población de derecho (2000-2020) según el padrón municipal del INE        |

## Patrimonio
- Iglesia parroquial de Santa Eulalia. De estilo románico del siglo XII.